# Stanisławów (powiat biłgorajski)
Stanisławów – wieś w Polsce położona w województwie lubelskim, w powiecie biłgorajskim, w gminie Józefów.
W latach 1975–1998 miejscowość należała administracyjnie do województwa zamojskiego. 
Wieś jest sołectwem w gminie Józefów. Według Narodowego Spisu Powszechnego z roku 2011 wieś liczyła 601 mieszkańców i była trzecią co do liczby ludności miejscowością gminy.
Wierni Kościoła rzymskokatolickiego należą do parafii Niepokalanego Poczęcia Najświętszej Maryi Panny w Józefowie.

## Krótki opis
Stanisławów leży w centrum Roztocza, zabudowania wsi są rozciągnięte na przestrzeni około 3 km wzdłuż drogi biegnącej z Szopowego i Nowych Górnik do trasy łączącej Długi Kąt z Wólką Husińską oraz Krasnobrodem. Na północ od wsi, równolegle do zabudowań biegnie granica powiatu biłgorajskiego z zamojskim. Południowy kraniec Stanisławowa sąsiaduje z wsią Czarny Las, a około 1–1,5 km na zachód od wsi znajduje się miejscowość Górniki. W Stanisławowie znajduje się kuźnia z 1920. Działa tutaj Ochotnicza Straż Pożarna. Przebiega tędy zielony szlak turystyczny rowerowy "Ziemi Józefowskiej".

## Historia
Wieś została założona w 1791 r. przez  Ordynata Zamojskiego – Andrzeja Zamoyskiego. Nazwa wsi pochodzi od imienia syna założyciela – Stanisława Kostki Zamoyskiego. Spis z roku 1827 spis wykazał 41 domów i 252 mieszkańców. Stanisławów był wówczas wsią włościańską w ówczesnej gminie i parafii Majdan Sopocki.
Podczas wojny obronnej Polski w 1939 Stanisławów był miejscem koncentracji polskich jednostek wchodzących w skład Frontu Północnego – Nowogródzkiej Brygady Kawalerii i 39 Dywizji Piechoty. Po zajęciu wsi przez Niemców Stanisławów wszedł w skład Generalnego Gubernatorstwa. W lipcu 1942 i sierpniu 1943 miejscowość była pacyfikowana przez hitlerowców, natomiast w okolicach działały liczne polskie oddziały partyzanckie (zobacz: powstanie zamojskie).
W latach 70. i 80. XX wieku, Stanisławów leżący blisko Długiego Kątu (znajduje się tam fabryka pustaków "Prefabet"), podobnie jak wszystkie okoliczne wsie bardzo szybko się rozwijał. Pod koniec lat 80. wybudowano tutaj kościół rzymskokatolicki.

## Galeria

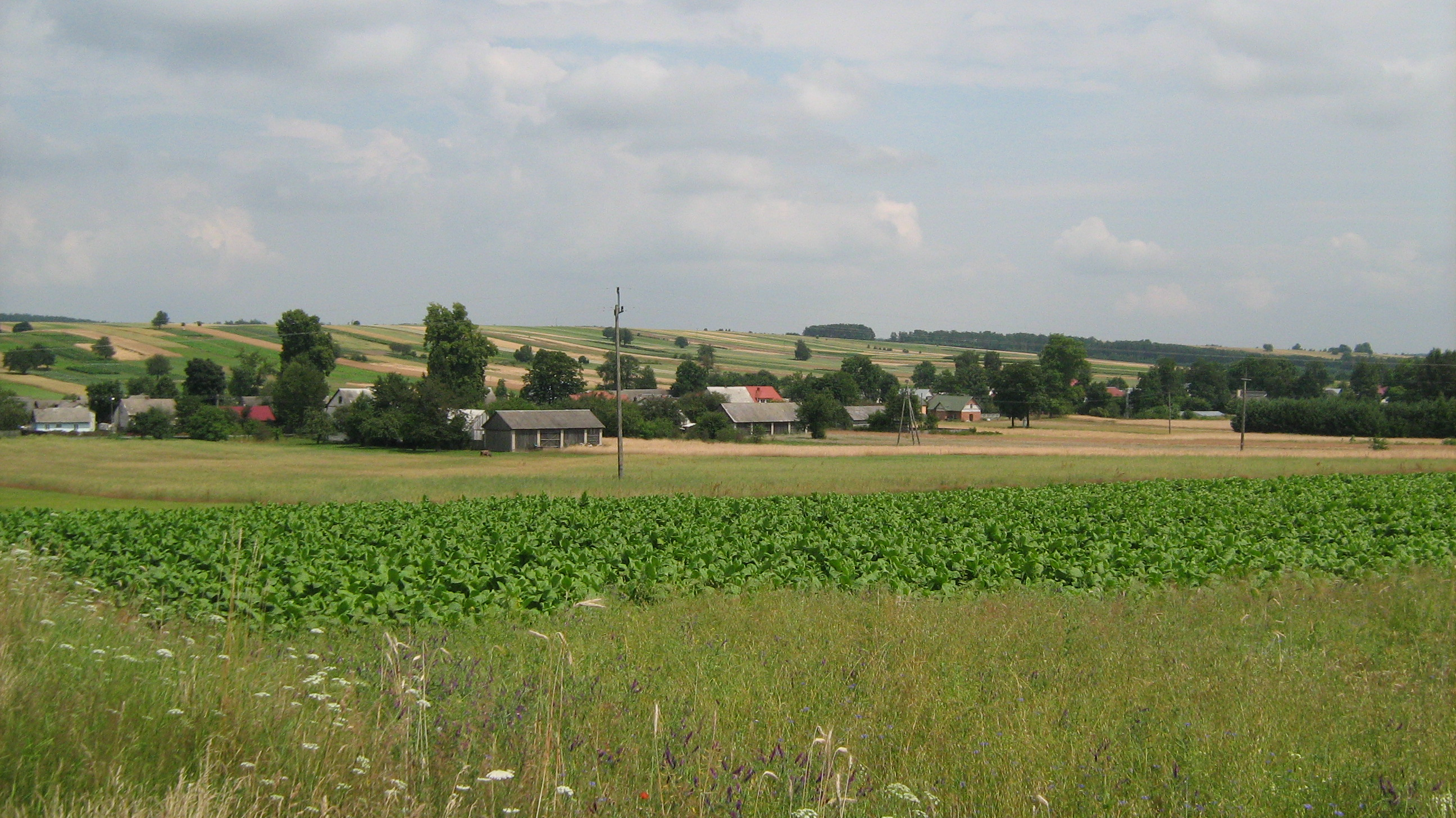
Panorama zabudowań Stanisławowa od strony zachodniej
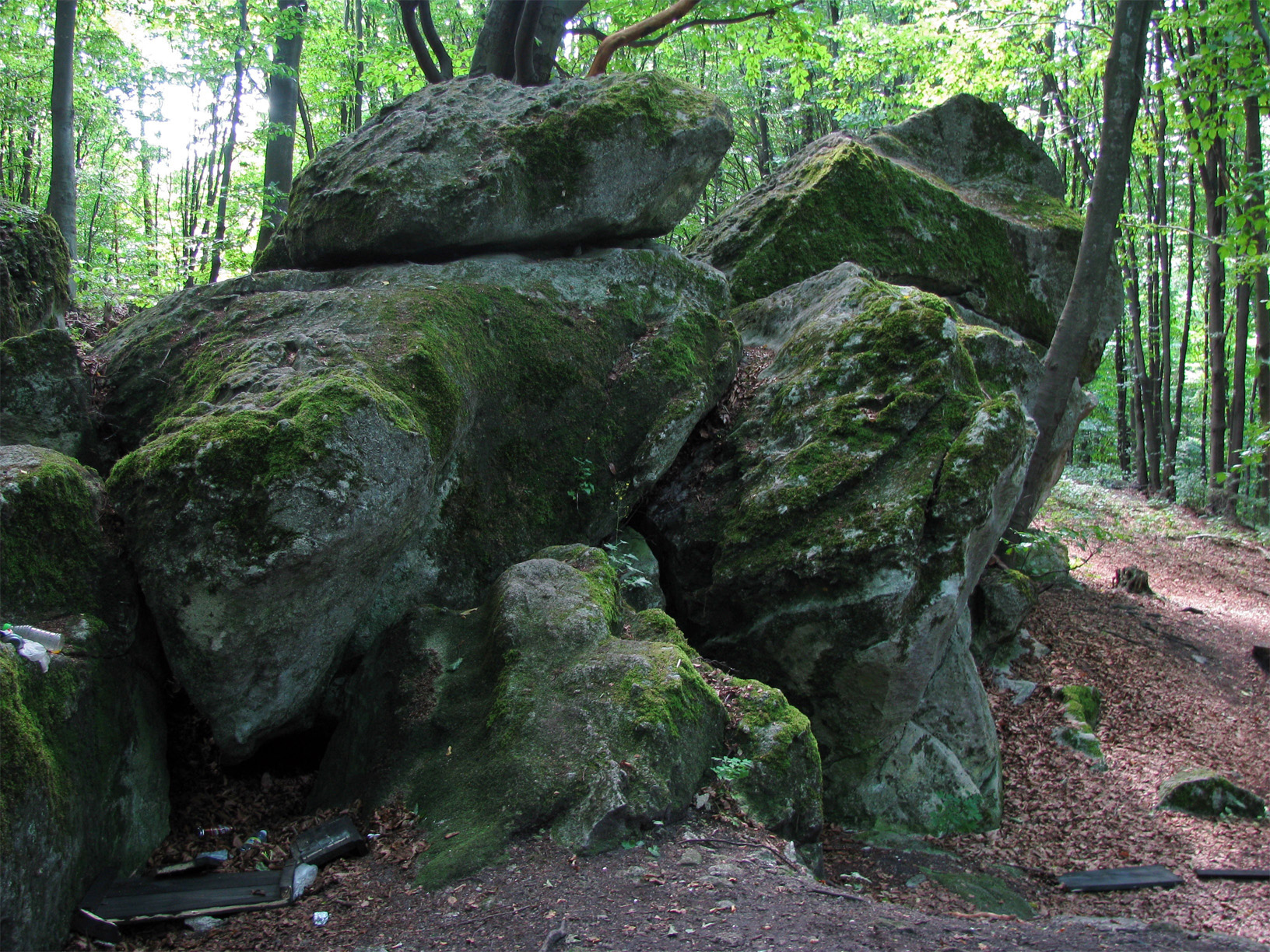
Piekiełko – skałki na wzgórzu Kamień
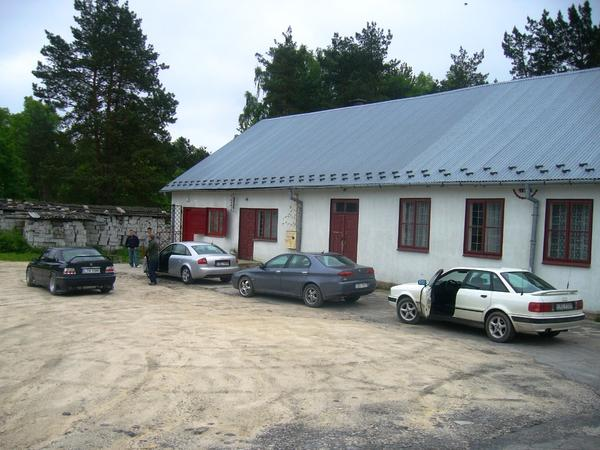
Centrum Edukacyjno-Rekreacyjne w Stanisławowie (przed remontem)